# Harriet E. Wilson
Pour les articles homonymes, voir Wilson.
Harriet E. Wilson, née Harriet E. Adams le 15 mars 1825 à Milford dans le New Hampshire et morte le 28 juin 1900 à Quincy dans le Massachusetts, est une autrice africaine-américaine du XIXe siècle. Son ouvrage, Our Nig; or, Sketches from the Life of a Free Black, in a Two-Story White House, North; Showing That Slavery's Shadow Falls Even There, redécouvert 1982, est considéré comme le premier ouvrage publié par un Afro-Américain sur le continent.

## Biographie
Sa date de naissance a longtemps été une source de discussion,, il est finalement établi qu'elle est née le 25 mars 1825 à Milford dans le New Hampshire d'une mère blanche et d'un père africain-américain. Elle est abandonnée par sa mère et laissée dans la famille où sa mère travaillait comme bonne à l'âge de six ans. Pendant les douze années suivantes, elle travaille comme bonne dans la même famille avant de partir à l'âge de dix-huit ans pour chercher une autre place.
En juin 1851, alors qu'elle travaille en tant que servante, elle épouse un esclave en fuite Thomas Wilson et part pour le Massachusetts. Elle découvre plus tard qu'il n'a jamais été esclave et qu'il est un homme libre profitant du Fugitive Slave Act pour obtenir l'appui des abolitionnistes. Ce dernier s'enfuit avant la naissance de leur premier enfant, George Mason Wilson, en 1852, qu'elle doit abandonner dans un orphelinat pour aller chercher du travail à Boston. Elle commence à écrire dans l'optique de le récupérer mais celui-ci meurt cinq mois après la publication de Our Nig en février 1860 à l'âge de sept ans du paludisme.
Après ce décès, elle part pour Boston pour travailler. En 1867, elle apparait dans le journal spiritualiste Banner of Light (en) en tant que médium à East Cambridge. Elle travaille également comme infirmière et soignante.
En septembre 1870, elle se marie une nouvelle fois avec John Gallatin Robinson, un apothicaire originaire de Sherbrooke (Québec) ou de Woodbury (Connecticut).
Elle décède le 28 juin 1900 à l'hôpital de Quincy dans le Massachusetts d'« inanition ». Elle est enterrée dans le cimetière de Mount Wollaston à Quincy.

## Our Nig
Publié en 1859, l'ouvrage est considéré comme biographique, la famille Bellmont étant certainement basé sur la famille Hayward dans laquelle Harriet Wilson a travaillé pendant son enfance. Le titre est dérivé du mot nègre (nigger en anglais) qui est également le surnom raciste donné au personnage principal, une enfant métisse travaillant comme servante dans une famille blanche. Son ouvrage s'attaque également au racisme chez les abolitionnistes dans les États du Nord des États-Unis. Très peu vendu dans les années 1800, il est oublié pendant près de cent ans.

### Redécouverte de son œuvre
En 1981, deux universitaires nommés Henry Louis Gates Jr. et David Curtis, travaillant sur les premières autrices blanches américaines découvrent le texte de Wilson. Lors d'une visite dans une librairie de livres rares à New York, il découvre un exemplaire de Our Nig, intrigué par son utilisé du terme nègre dans le titre et décide de faire des recherches sur elle. 
Trois ans plus tard, ils établissent que ce texte est le premier roman publié par un auteur africain-américain à être publié aux États-Unis bien que certains chercheurs soient en désaccord. Pour, William L. Andrews de l'Université de Caroline du Nord à Chapel Hill et Mitch Kachun de l'université de l'Ouest du Michigan, le premier roman serait celui de Julia C. Collins (en), The Curse of Caste; or The Slave Bride (1865), arguant que l'ouvrage de Wilson est plus biographique que fictionnel,. Gates répond que de nombreux ouvrages fictionnels de l'époque sont basés sur la vie ou des faits réels tout en étant considérés comme des romans parmi lesquels on peut citer Les Quatre Filles du docteur March de Louisa May Alcott.
Selon Eric Gardner, Our Nig n'a pas reçu des éloges des abolitionnistes de l'époque car il ne se conforme pas à l'idée que l'on se fait des récits d'esclave. En effet, elle parle de l'indenture dont sont victimes les africains-américains dans le Nord du pays.
Depuis sa redécouverte, l'ouvrage a connu trois publications, chacune contenant de nouvelles informations biographiques.

## Hommages
En 2006, une sculpture créée par Fern Cunningham est érigée dans le Bicentennial Park de Milford.